# 1941 en Colombie-Britannique
Chronologie de la Colombie-Britannique
- 1937
- 1938
- 1939
- 1940
- 1941
- 1942
- 1943
- 1944
- 1945

Cette page concerne des événements qui se sont produits durant l'année 1941 dans la province canadienne de Colombie-Britannique.

## Politique

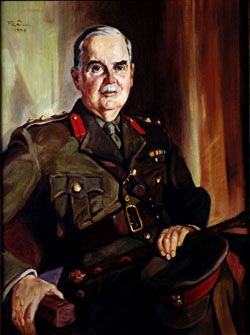
William Culham Woodward

- Premier ministre : Thomas Dufferin Pattullo puis John Hart.
- Chef de l'Opposition : Royal Lethington Maitland du Parti Conservateur puis Harold Winch du Parti social démocratique du Canada
- Lieutenant-gouverneur : Eric Werge Hamber puis William Culham Woodward
- Législature :

## Événements
- 21 octobre : élection générale britanno-colombienne. John Hart devient premier ministre.

## Naissances
- 6 août : Hedy Fry, femme politique fédéral provenant de la Colombie-Britannique.